# Liste von Maschinengewehr-Karren gemäß den Kennblättern fremden Geräts D 50/2

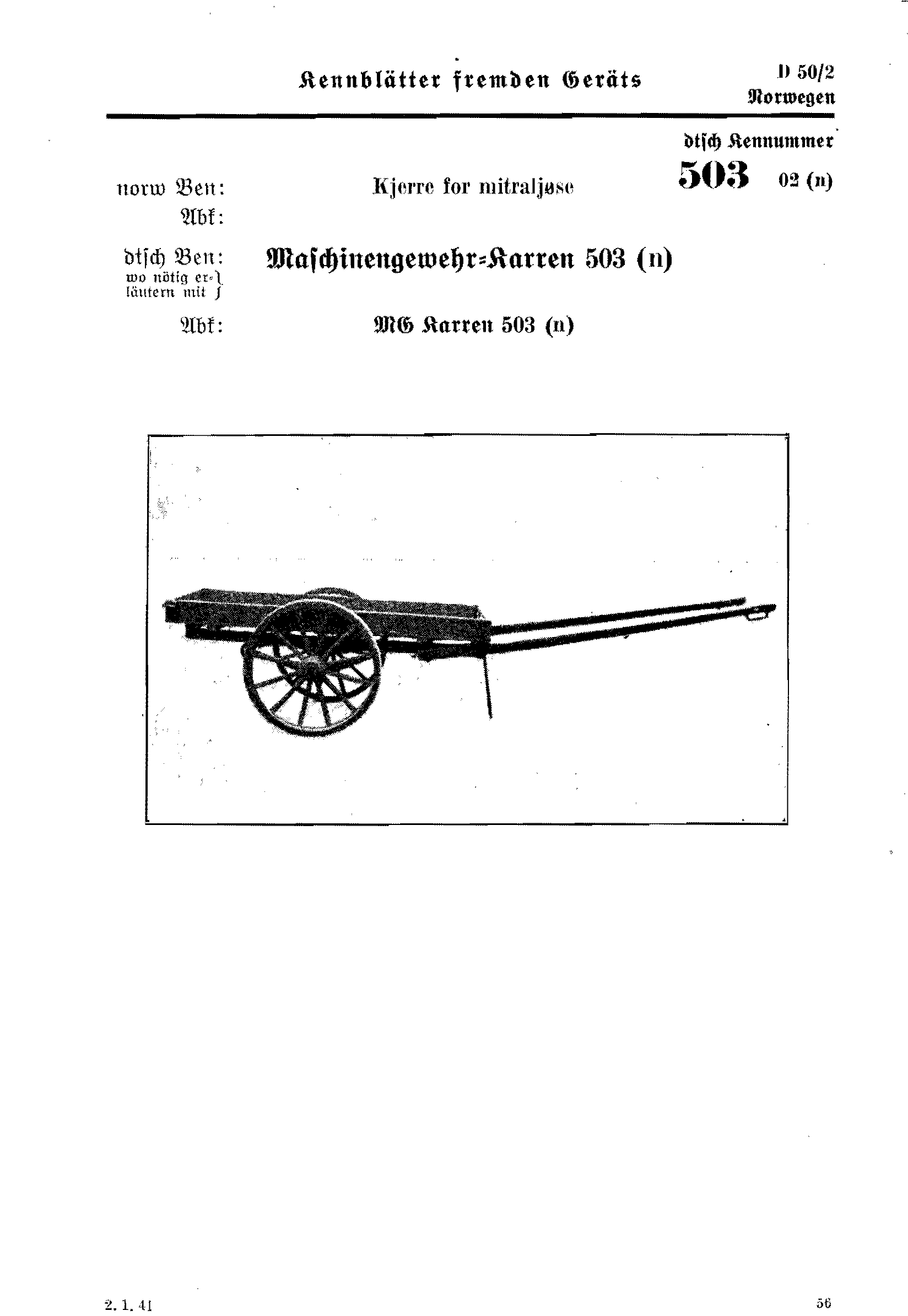
Kennblattbeispiel zu
D 50/2 Nr 503 (n)

In dieser Liste von Maschinengewehr-Handwagen gemäß den Kennblättern fremden Geräts D 50/2 wird Zubehör zum Transport von Maschinengewehren aufgeführt, die vom Heereswaffenamt verzeichnet wurden.
Nachfolgend ein Überblick/Auszug zur offiziellen Dokumentation Kennblätter fremden Geräts D 50/2: Maschinengewehre.

## Hinweise zur Liste
Aufbau der Tabelle
Untenstehende Tabelle führt folgenden Spalteninhalte:
- dtsch. Kennnr. (deutsche Kenn-Nummer), dies entspricht dem Originalindex in den Kopfzeilen der Kennblätter mit Kennnummer, Stoffgebietenummer und Beutezeichen.
- Abk. dtsch. Ben. (Abkürzung deutsche Benennung), Originalbezeichnung entnommen aus der fünften Zeile der Kennblätter.
- Landesbez. nach HWA (Heereswaffenamt), Originalangaben entnommen aus der ersten Zeile der Kennblätter.
- (Wikipedia-Artikel) Link zum Wikipedia-Artikel in runden Klammern in der zweiten Zeile unter Landesbez. nach HWA.
- Bild, eine Bildauswahl aus Wikipedia für dieses Objekt.
- Bemerkungen, Originalangaben entnommen aus den erweiterten Angaben der Kennblätter.

 Info: Die in der Tabelle angegebenen Originaleinträge sollen nicht geändert werden, weil diese den Angaben aus den Kennblättern entsprechen. Nach neuerem Forschungsstand sind teilweise Errata in den Kennblättern erkannt worden. Diese werden unten im Abschnitt Anmerkungen jeweils zur Kenn-Nummer erläutert. Die Wikilinks in den runden Klammern sollten das Lemma der entsprechenden Artikel in Wikipedia enthalten.
| dtsch. Kennr. | Abk. dtsch. Ben.      | Landesbez.nach HWA (Wikipedia-Artikel) | Bild | Bemerkungen                                                                        |
| ------------- | --------------------- | -------------------------------------- | ---- | ---------------------------------------------------------------------------------- |
| 501 02 (h)    | MG Handwg 501 (h)     | in D 50/2 keine Angabe                 |      |                                                                                    |
| 502 02 (h)    | MG Mun Handwg 502 (h) | in D 50/2 keine Angabe                 |      |                                                                                    |
| 503 02 (n)    | MG Karren 503 (n)     | Kjerre for mitraljøse                  |      |                                                                                    |
| 504 02 (a)    | MG Karr 504 (a)       | in D 50/2 keine Angabe                 |      | Beförderung des 7,62 mm s MG 219 (a), als Protze wird der Mun Karr 505 (a) genutzt |
| 505 02 (a)    | Mun Karr 505 (a)      | in D 50/2 keine Angabe                 |      | dient als Protze für MG Karr 504 (a)                                               |